# Edward Short
Edward Watson Short, baron Glenamara, (17 décembre 1912 - 4 mai 2012), souvent connu sous le nom de Ted Short, est un homme politique travailliste britannique. Il est député de Newcastle upon Tyne Central et ministre dans les gouvernements travaillistes sous Harold Wilson.   

## Début de carrière
Short est né à Warcop, Westmorland, fils de Charles Short, drapier, et de son épouse Mary. Il s'est qualifié en tant qu'enseignant au College of the Venerable Bede, Université de Durham, avant de terminer un deuxième diplôme en droit à la London University. Il enseigne à Tyneside jusqu'à son enrôlement en 1939 . Il sert comme capitaine dans l'infanterie légère de Durham de l'armée britannique pendant la Seconde Guerre mondiale . Après avoir quitté l'armée, il est retourné à l'enseignement, devenant secrétaire de la branche de Newcastle du National Union of Teachers et en 1947, directeur de la Princess Louise Boy's School, Blyth. 
Après avoir rejoint le Parti travailliste en 1942, il est élu conseiller au Conseil municipal de Newcastle en 1948, où il dirige le groupe travailliste pendant deux ans. Il est élu pour la première fois au Parlement pour Newcastle upon Tyne Central lors des élections générales de 1951. Il est nommé au Conseil privé en 1964 et fait compagnon d'honneur en 1976. 

## Postmaster General
Il est ministre des Postes de 1966 à 1968. Il est responsable de l'interdiction des stations de radio pirates telles que Radio Caroline. À la suite de la campagne gouvernementale contre les pirates menée auparavant par Tony Benn, son prédécesseur au poste de ministre des postes (alors ministre chargé de la radiodiffusion), Short est chargé de présenter le projet de loi  qui devint la Loi sur la radiodiffusion et les infractions en 1967. Dans une interview de 1982 pour The Story of Pop Radio de la BBC Radio, Short admet avoir aimé écouter certaines de ces stations, en particulier Radio 390. 
En tant que maître des postes, Short ordonne la création du timbre des gagnants de l'Angleterre de 1966 pour célébrer la victoire de l'Angleterre à la Coupe du monde de 1966. 

## Secrétaire à l'éducation
Il est ensuite Secrétaire d'État à l'Éducation de 1968 à 1970 et est devenu chef adjoint du parti travailliste le 25 avril 1972 après la démission de Roy Jenkins en raison de divergences sur la politique européenne . Short est considéré à l'époque comme une "paire de mains sûre". Son principal rival pour le poste est Michael Foot qui est considéré par beaucoup au centre et à droite du parti et une figure de division. Short bat Foot et Anthony Crosland lors du même vote. 

## Lord Président du Conseil
Il devient lord président du Conseil - mais pas Vice-Premier ministre - de 1974 à 1976, mais il n'a pas la stature nécessaire pour prendre la direction lui-même à la retraite de Wilson. On ne lui offre pas de poste au Cabinet lors de l'élection de James Callaghan au poste de Premier ministre. Sa lettre de démission indique que le moment est venu pour lui de se retirer pour un homme plus jeune. C'était du sarcasme, car il est remplacé par Michael Foot, qui n'a que sept mois de moins que lui. Short a également neuf mois de moins que Callaghan, qui l'a renvoyé du cabinet. 

## Pairie
Il est fait pair à vie en tant que Baron Glenamara, de Glenridding dans le comté de Cumbria le 28 janvier 1977, quelques mois après avoir quitté les Communes. Un an auparavant, il est nommé président de Cable & Wireless Ltd, qui est à l'époque une industrie nationalisée. Il occupe ce poste jusqu'en 1980. 
En tant que pair à vie, il est membre de la Chambre des lords, bien qu'il ait cessé d'y assister régulièrement quelques années avant sa mort. 
Son nom persiste à la Chambre des communes sous le terme « Short Money ». Il s'agit des fonds versés par le gouvernement pour aider à gérer le bureau parlementaire du chef de l'opposition car c'est lui qui a lancé cette idée pendant son séjour à la Chambre. 
Il est nommé citoyen de la ville de Newcastle en 2001 "en reconnaissance de sa fonction publique éminente et exceptionnelle" et est chancelier de l'Université de Northumbria, poste qu'il quitte en 2005. 